# Административно-территориальное деление Усть-Кубинского района
Усть-Кубинский район — административно-территориальная единица в Вологодской области Российской Федерации. В рамках организации местного самоуправления ему соответствует одноимённое муниципальное образование Усть-Кубинский муниципальный район.
Административный центр — село Устье (до 2003 года — посёлок городского типа).

## Административно-территориальные единицы
Усть-Кубинский район в рамках административно-территориального устройства включает 10 сельсоветов:
| №  | Сельсовет       | Соответствующее муниципальное образование |
| -- | --------------- | ----------------------------------------- |
| 1  | Авксентьевский  | Богородское СП                            |
| 2  | Богородский     | Богородское СП                            |
| 3  | Верхнераменский | Богородское СП                            |
| 4  | Заднесельский   | Устьянское СП                             |
| 5  | Митенский       | Высоковское СП                            |
| 6  | Никольский      | Устьянское СП                             |
| 7  | Томашский       | Устьянское СП                             |
| 8  | Троицкий        | Троицкое СП                               |
| 9  | Устьянский      | Устьянское СП, Высоковское СП             |
| 10 | Филисовский     | Высоковское СП                            |

## Муниципальные образования
Муниципальный район, в рамках организации местного самоуправления, делится на 4 муниципальных образования нижнего уровня со статусом сельского поселения
| Муниципальное образование      | Административный центр | Административно-территориальные единицы (состав по структуре ОКАТО) |
| ------------------------------ | ---------------------- | ------------------------------------------------------------------- |
| Богородское сельское поселение | Богородское            | Авксентьевский, Богородский, Верхнераменский сельсоветы             |
| Высоковское сельское поселение | Высокое                | Митенский, Филисовский сельсоветы, посёлок Высокое                  |
| Троицкое сельское поселение    | Бережное               | Троицкий сельсовет                                                  |
| Устьянское сельское поселение  | Устье                  | Устьянский, Заднесельский, Томашский, Никольский сельсоветы         |

### История муниципального устройства
Первоначально к 1 января 2006 года на территории муниципального района были образованы 11 сельских поселений.
| Муниципальное образование          | Административный центр | Административно-территориальные единицы (состав по структуре ОКАТО) |
| ---------------------------------- | ---------------------- | ------------------------------------------------------------------- |
| Авксентьевское сельское поселение  | Марковская             | Авксентьевский сельсовет                                            |
| Богородское сельское поселение     | Богородское            | Богородский сельсовет                                               |
| Верхнераменское сельское поселение | Никифоровская          | Верхнераменский сельсовет                                           |
| Заднесельское сельское поселение   | Заднее                 | Заднесельский сельсовет                                             |
| Митенское сельское поселение       | Митенское              | Митенский сельсовет                                                 |
| Никольское сельское поселение      | Никольское             | Никольский сельсовет                                                |
| Томашское сельское поселение       | Королиха               | Томашский сельсовет                                                 |
| Высоковское сельское поселение     | Высокое                | посёлок Высокое                                                     |
| Троицкое сельское поселение        | Бережное               | Троицкий сельсовет                                                  |
| Филисовское сельское поселение     | Порохово               | Филисовский сельсовет                                               |
| Устьянское сельское поселение      | Устье                  | Устьянский сельсовет                                                |

Законом Вологодской области от 9 апреля 2009 года были упразднены Авксентьевское и Верхнераменское сельские поселения (включены в Богородское); Митенское и Филисовское (включены в Высоковское сельское поселение); Томашское  (включено в Заднесельское сельское поселение). 
| Муниципальное образование        | Административный центр | Административно-территориальные единицы (состав по структуре ОКАТО) |
| -------------------------------- | ---------------------- | ------------------------------------------------------------------- |
| Богородское сельское поселение   | Богородское            | Авксентьевский, Богородский, Верхнераменский сельсоветы             |
| Заднесельское сельское поселение | Заднее                 | Заднесельский, Томашский сельсоветы                                 |
| Никольское сельское поселение    | Никольское             | Никольский сельсовет                                                |
| Высоковское сельское поселение   | Высокое                | посёлок Высокое, Митенский, Филисовский сельсоветы                  |
| Троицкое сельское поселение      | Бережное               | Троицкий сельсовет                                                  |
| Устьянское сельское поселение    | Устье                  | Устьянский сельсовет                                                |

Законом Вологодской области от 28 апреля 2015 года были упразднены Заднесельское, Никольское (включены в Устьянское).